# 内閣総理大臣補佐官
内閣総理大臣補佐官（ないかくそうりだいじんほさかん、英語: Special Advisor to the Prime Minister）とは、内閣官房の官職の一つ。内閣総理大臣のスタッフとして、内閣の特定の重要政策の企画立案に当たることを職務とする。通称は総理大臣補佐官、総理補佐官、首相補佐官。

## 概説
内閣官房に設置され、定員は5人以内である（内閣法第21条第1項）。
以前の内閣法の規定では、「内閣の重要政策に関し、内閣総理大臣に進言し、及び内閣総理大臣の命を受けて、内閣総理大臣に意見を具申する」こととされていたが、アドバイザー的な役割にとどまり不十分であるとして機能強化を求める声があった。2014年の一部改正により、その職務は、「国家として戦略的に推進すべき基本的な施策その他の内閣の重要政策のうち特定のものに係る内閣総理大臣の行う企画及び立案について、内閣総理大臣を補佐する」ことと改められた（法第21条第2項）。また、内閣総理大臣は、内閣総理大臣補佐官の中から、国家安全保障に関する重要政策を担当する者を指定するものとした（法第21条第3項）。
任免は、内閣総理大臣の申出により内閣においてなされる（法第21条第5項、法第15条第4項）。任命に際しては、担当事項の内容や当人の事情等を勘案して常勤、非常勤の別が指定される。常勤の補佐官は、内閣総理大臣の許可が無ければ、報酬を得て他の職務に従事したり、営利事業を営むなどしてはならない（法第21条第5項、法第15条第6項）。
国家公務員法第2条3項により、特別職国家公務員とされ、内閣総理大臣補佐官は、内閣官房副長官補、内閣広報官及び内閣情報官の後、副大臣の前に記載されている。

## 内閣官房との関係
組織の面では内閣官房に属するが、その名称及び職務の面では内閣総理大臣に直属し、内閣官房長官から独立している。
2014年（平成26年）の所掌事務改正に伴い、内閣総理大臣補佐官及び大臣補佐官の職務遂行に係る規範（平成26年5月27日閣議決定）が定められ、内閣総理大臣・内閣官房長官・内閣官房副長官その他の内閣官房職員との関係が以下のように明確化された。
- 内閣総理大臣補佐官は、内閣総理大臣直属のスタッフと位置づけられ、内閣官房長官以下の内閣官房のラインに対する指揮命令権を持たず、あるいはこれを補佐するものではない。
- ただし、必要がある場合には、内閣総理大臣はラインに命じてサポートさせることができる。また、適切な連携を図らせ、能率的に職務を遂行させなければならない。
- 就任時に、担当する職務の範囲を、内閣総理大臣が書面により指示する。必要に応じ、指示した事項に係る処理方針についても併せて示す。なお、この指示は特定の政策を明示して行うことになる。

## 任用を要する場面
内閣総理大臣補佐官が求められる場面としては次のようなケースが挙げられる（従前の所掌事務の場合を含む）。
- 総理が信頼する側近的な国会議員等を直属の部下として登用し、内閣官房長官、内閣官房副長官らとともに総理に近いチームとして官邸を構成する場合（米国の大統領補佐官に倣ったもの）
- 重大な外交問題や機構制度の大改革のような政権が掲げる重要政策、または高度に専門的な企画・立案を要する事項で特定省庁ではなく政権が直轄すべきものを、民間の学識経験者等を官邸スタッフに加えて担わせ、あるいは総理直属の人物に省庁横断的な調整に当たらせたい場合
- 重要ではあるが、新たな省庁や特命担当大臣等を置くまでに至らない規模・性質の事項を担当させる場合
- 本来閣僚に就けて担当させたいが、その者が入閣を固辞し、それでもなお政権に参画させて助力を求めたい場合
- 内閣改造等により閣僚を離れたり、入閣には十分なキャリアがありながらも人選漏れした与党国会議員を待機的に処遇する場合
- 総理の相談役（ブレーントラスト）的な人物を登用する場合。もっともこの場合、非国会議員であれば内閣官房参与として登用することが多い

## 沿革

### 首相特別補佐・首相補佐
- 1993年（平成5年）8月11日 - 細川内閣において、内閣総理大臣特別補佐（首相特別補佐）が設けられ、田中秀征（さきがけ・衆）が起用される（翌年1月31日辞任）。これは設置について法律・政令上の根拠の無い首相の私的な相談・補佐役であったが、総理大臣官邸に専用の執務室を持ち（事実上の）常駐体制をとっていた。
- 1994年（平成6年）10月14日 - 村山内閣において、内閣総理大臣補佐（首相補佐）が設けられ、中川秀直（自民・衆）・早川勝（社会・衆）・錦織淳（さきがけ・衆）の3人が起用される。これも設置について法律・政令上の根拠の無い首相の私的な相談・補佐役であり、また細川内閣時代の首相特別補佐と異なり官邸への常駐形態はとらなかった。
- 1995年（平成7年）9月26日 - 中川秀直が退任し、戸井田三郎（自民・衆）が首相補佐となる。
- 1996年（平成8年）1月11日 - 第1次橋本内閣の発足に伴い、戸井田・早川・錦織が首相補佐を退任。

### 事実上の補佐官
第1次橋本内閣において、沖縄の米軍基地・楚辺通信所一部用地の強制使用手続に関する大田昌秀沖縄県知事の代理署名拒否問題解決のため、1996年8月から9月にかけて、沖縄問題に通じており人脈を持つ下河辺淳国土庁国土審議会会長をいわゆる密使として沖縄に派遣するなど交渉・処理に当たらせたが、この際いわゆる「政府筋」から下河辺を「事実上の補佐官」と評する発言があり、その旨の新聞報道もなされた。
この時点で、既に内閣法の一部改正により補佐官は法制化されており、この件の約2か月後に初代の補佐官2人が任命されたが、下河辺が任じられることはなかった。ただ、任命されたうちの1人は沖縄担当とされたことから、下河辺がテストケースであったと評価する報道もあった。

### 補佐官の法制化
- 1996年（平成8年）6月26日 - 内閣法の一部改正により法制化される。定員は3人以内。
- 2001年（平成13年）1月6日 - 内閣法の一部改正により定員が5人以内となる。
- 2001年（平成13年）9月3日 - この日以降に任命されるすべての補佐官について、内閣総理大臣からの辞令の内容（担当業務）が官報に掲載されるようになる。
- 2014年（平成26年）1月7日 - 国家安全保障会議設置に伴う内閣法改正で、内閣総理大臣は、補佐官の中から、国家安全保障に関する重要政策を担当する者を指定するものと規定される。

## 歴代内閣総理大臣補佐官の一覧
- 現に在任中の者は黄色地で表示する。
- 辞令のある再任は個別に記載する。
- 発令日の古い順（同日の場合は官報掲載順）に記載する。ただし、同一人物についてはとりまとめて記載。
- 辞令内容（担当事項）の官報掲載は小泉内閣からであり、それ以前（中曽根補佐官まで）の担当事項は新聞報道等を参考に記載したため、必ずしも正確なものではない。

| 氏名       | 形態                                                   | 在任期間                                               | 担当事項 |
| ---------- | ------------------------------------------------------ | ------------------------------------------------------ | --- |
| 水野清     | 常勤                                                   | 1996年（平成8年）11月12日 - 1998年（平成10年）7月30日  | 行政改革担当 ※総理府行政改革会議事務局長兼任（1996年（平成8年）11月21日-1998年（平成10年）6月30日） |
| 岡本行夫   | 非常勤                                                 | 1996年（平成8年）11月12日 - 1998年（平成10年）3月10日  | 沖縄担当 |
| 岡本行夫   | 非常勤                                                 | 2003年（平成15年）4月15日 - 2003年（平成15年）11月19日 | イラクに係る諸課題に対応するための施策担当 |
| 岡本行夫   | 非常勤                                                 | 2003年（平成15年）11月19日 - 2004年（平成16年）3月31日 | イラクに係る諸課題に対応するための施策担当 |
| 町村信孝   | 非常勤                                                 | 2000年（平成12年）3月1日 - 2000年（平成12年）4月5日    | 教育改革担当 ※衆議院議員 |
| 町村信孝   | 非常勤                                                 | 2000年（平成12年）4月5日 - 2000年（平成12年）7月4日    | 教育改革担当 ※衆議院議員 |
| 中曽根弘文 | 非常勤                                                 | 2000年（平成12年）7月18日 - 2001年（平成13年）4月26日  | 教育改革担当 ※参議院議員 |
| 牧野徹     | 常勤                                                   | 2001年（平成13年）9月3日 - 2003年（平成15年）11月19日  | 都市再生本部が中心となって推進する都市再生に係る諸施策等担当 |
| 牧野徹     | 常勤                                                   | 2003年（平成15年）11月19日 - 2005年（平成17年）9月21日 | 都市再生本部が中心となって推進する都市再生に係る諸施策等担当 |
| 牧野徹     | 常勤                                                   | 2005年（平成17年）9月21日 - 2006年（平成18年）9月26日  | 都市再生本部が中心となって推進する都市再生に係る諸施策等担当 |
| 熊代昭彦   | 常勤                                                   | 2002年（平成14年）1月22日 - 2002年（平成14年）10月2日  | 行政改革を推進するための施策担当 ※内閣府副大臣兼任 ※衆議院議員 |
| 根本匠     | 常勤                                                   | 2002年（平成14年）10月2日 - 2003年（平成15年）9月25日  | 行政改革の推進及び食品安全委員会（仮称）等に係る施策担当 ※内閣府副大臣兼任 ※衆議院議員 ※食品安全委員会（仮称）に係る施策担当部分は2003年（平成15年）7月1日解除                                                             |
| 根本匠     |                                                        | 2006年（平成18年）9月26日 - 2007年（平成19年）8月27日  | 経済財政担当 ※衆議院議員 |
| 佐藤剛男   | 常勤                                                   | 2003年（平成15年）9月25日 - 2003年（平成15年）11月19日 | 行政改革の推進等に係る施策担当 ※内閣府副大臣兼任 ※衆議院議員（衆議院解散期間を除く） |
| 佐藤剛男   | 常勤                                                   | 2003年（平成15年）11月20日 - 2004年（平成16年）9月29日 | 行政改革の推進等に係る施策担当 ※内閣府副大臣兼任 ※衆議院議員（衆議院解散期間を除く） |
| 渡辺好明   | 常勤                                                   | 2004年（平成16年）4月26日 - 2005年（平成17年）9月21日  | 郵政民営化を推進するための施策担当 ※内閣官房郵政民営化準備室長兼任（2004年（平成16年）5月1日-2005年（平成17年）11月9日） ※内閣官房郵政民営化推進室長兼任（2005年（平成17年）11月10日-2006年（平成18年）9月26日）           |
| 渡辺好明   | 常勤                                                   | 2005年（平成17年）9月21日 - 2006年（平成18年）9月26日  | 郵政民営化を推進するための施策担当 ※内閣官房郵政民営化準備室長兼任（2004年（平成16年）5月1日-2005年（平成17年）11月9日） ※内閣官房郵政民営化推進室長兼任（2005年（平成17年）11月10日-2006年（平成18年）9月26日）           |
| 山崎拓     | 非常勤                                                 | 2004年（平成16年）9月27日 - 2005年（平成17年）5月20日  | 内閣総理大臣の特命事項担当 ※衆議院議員（2005年（平成17年）4月26日以降） |
| 川口順子   | 常勤                                                   | 2004年（平成16年）9月27日 - 2005年（平成17年）9月21日  | 外交担当 |
| 小池百合子 |                                                        | 2006年（平成18年）9月26日 - 2007年（平成19年）7月4日   | 国家安全保障問題担当 ※国家安全保障に関する官邸機能強化会議議長代理兼任 ※衆議院議員 |
| 中山恭子   |                                                        | 2006年（平成18年）9月26日 - 2007年（平成19年）9月26日  | 北朝鮮による拉致問題担当 ※内閣官房拉致問題対策本部事務局長兼任（2007年（平成19年）9月7日まで） ※参議院議員（2007年（平成19年）7月29日以降）                                                                                |
| 中山恭子   | 2007年（平成19年）9月26日 - 2008年（平成20年）8月2日   |                                                        | 北朝鮮による拉致問題担当 ※内閣官房拉致問題対策本部事務局長兼任（2007年（平成19年）9月7日まで） ※参議院議員（2007年（平成19年）7月29日以降）                                                                                |
| 中山恭子   | 2008年（平成20年）9月27日 - 2009年（平成21年）9月16日  |                                                        | 北朝鮮による拉致問題担当 ※内閣官房拉致問題対策本部事務局長兼任（2007年（平成19年）9月7日まで） ※参議院議員（2007年（平成19年）7月29日以降）                                                                                |
| 山谷えり子 |                                                        | 2006年（平成18年）9月26日 - 2007年（平成19年）9月26日  | 教育再生担当 ※内閣官房教育再生会議担当室事務局長兼任（2007年（平成19年）9月7日まで） ※参議院議員 |
| 山谷えり子 | 2007年（平成19年）9月26日 - 2008年（平成20年）8月26日  |                                                        | 教育再生担当 ※内閣官房教育再生会議担当室事務局長兼任（2007年（平成19年）9月7日まで） ※参議院議員 |
| 世耕弘成   |                                                        | 2006年（平成18年）9月26日 - 2007年（平成19年）8月27日  | 広報担当 ※参議院議員 |
| 伊藤達也   |                                                        | 2008年（平成20年）2月13日 - 2008年（平成20年）9月24日  | 社会保障担当 ※衆議院議員 |
| 渡海紀三朗 |                                                        | 2008年（平成20年）8月26日 - 2008年（平成20年）9月24日  | 教育再生担当 ※衆議院議員 |
| 山口俊一   |                                                        | 2008年（平成20年）9月30日 - 2009年（平成21年）9月16日  | 地方再生担当 ※衆議院議員 |
| 中山義活   |                                                        | 2009年（平成21年）9月16日 - 2010年（平成22年）6月8日   | 中小企業対策・地域活性化対策担当 ※衆議院議員 |
| 荒井聰     |                                                        | 2009年（平成21年）10月23日 - 2010年（平成22年）6月8日  | 国家戦略担当 ※衆議院議員 |
| 小川勝也   |                                                        | 2009年（平成21年）12月4日 - 2010年（平成22年）6月8日   | 農山漁村地域活性化担当 ※参議院議員 |
| 小川勝也   | 2010年（平成22年）6月8日 - 2010年（平成22年）9月21日   |                                                        | 農山漁村地域活性化担当 ※参議院議員 |
| 小川勝也   | 2010年（平成22年）9月21日 - 2011年（平成23年）1月18日  |                                                        | 農山漁村地域活性化担当 ※参議院議員 |
| 逢坂誠二   |                                                        | 2009年（平成21年）12月4日 - 2010年（平成22年）6月8日   | 地域主権、地域活性化及び地方行政担当 ※衆議院議員 |
| 逢坂誠二   | 2010年（平成22年）6月8日 - 2010年（平成22年）9月21日   |                                                        | 地域主権、地域活性化及び地方行政担当 ※衆議院議員 |
| 阿久津幸彦 |                                                        | 2010年（平成22年）6月8日 - 2010年（平成22年）9月21日   | 中小企業対策・地域活性化対策担当 ※衆議院議員 |
| 寺田学     |                                                        | 2010年（平成22年）6月8日 - 2010年（平成22年）9月21日   | 行政刷新及び広報担当 ※衆議院議員 |
| 寺田学     | 2010年（平成22年）9月21日 - 2011年（平成23年）1月18日  |                                                        | 行政刷新及び広報担当 ※衆議院議員 |
| 寺田学     | 2011年（平成23年）1月18日 - 2011年（平成23年）3月26日  |                                                        | 行政刷新及び広報担当 ※衆議院議員 |
| 寺田学     | 2012年（平成24年）2月10日 - 2012年（平成24年）12月26日 | 行政改革及び社会保障・税一体改革等担当 ※衆議院議員     | |
| 加藤公一   |                                                        | 2010年（平成22年）9月21日 - 2011年（平成23年）1月18日  | 国家戦略及び国会対策担当 ※衆議院議員 |
| 加藤公一   | 2011年（平成23年）1月18日 - 2011年（平成23年）3月17日  |                                                        | 国家戦略及び国会対策担当 ※衆議院議員 |
| 細野豪志   |                                                        | 2011年（平成23年）1月18日 - 2011年（平成23年）6月27日  | 社会保障・税一体改革及び国会対策担当→原子力発電所事故全般についての対応及び広報担当 ※衆議院議員 |
| 芝博一     |                                                        | 2011年（平成23年）1月18日 - 2011年（平成23年）9月5日   | 政治主導による政策運営及び国会対策担当 ※参議院議員 |
| 辻元清美   |                                                        | 2011年（平成23年）3月13日 - 2011年（平成23年）9月5日   | 災害ボランティア活動担当 ※衆議院議員 |
| 藤井裕久   |                                                        | 2011年（平成23年）3月17日 - 2011年（平成23年）9月5日   | 社会保障・税一体改革及び省庁間調整担当 ※衆議院議員 |
| 馬淵澄夫   |                                                        | 2011年（平成23年）3月26日 - 2011年（平成23年）6月27日  | 東北地方太平洋沖地震による災害及び原子力発電所事故対応担当 ※衆議院議員 |
| 村田蓮舫   |                                                        | 2011年（平成23年）6月27日 - 2011年（平成23年）9月5日   | 消費者及び食品安全、行政刷新担当 ※参議院議員 |
| 亀井静香   |                                                        | 2011年（平成23年）6月27日 - 2011年（平成23年）9月5日   | 内閣の重要政策全般担当 ※衆議院議員 |
| 末松義規   |                                                        | 2011年（平成23年）9月5日 - 2012年（平成24年）2月10日   | 東日本大震災復興対策担当→東日本大震災復興対策、少子化対策及び自殺対策担当 ※（少子化対策及び自殺対策は、2011年（平成23年）10月3日以降） ※衆議院議員                                                                         |
| 手塚仁雄   |                                                        | 2011年（平成23年）9月5日 - 2012年（平成24年）10月1日   | 政治主導による政策運営及び国会対策担当 ※衆議院議員 |
| 長島昭久   |                                                        | 2011年（平成23年）9月5日 - 2012年（平成24年）10月1日   | 外交及び安全保障担当 ※衆議院議員 |
| 長島昭久   |                                                        | 2024年（令和6年）10月1日 -                             | 国家安全保障に関する重要政策及び核軍縮・不拡散問題担当 ※衆議院議員 |
| 本多平直   |                                                        | 2011年（平成23年）9月5日 - 2012年（平成24年）10月1日   | 内政の重要政策に関する省庁間調整担当 ※衆議院議員 |
| 水岡俊一   |                                                        | 2011年（平成23年）9月5日 - 2012年（平成24年）10月1日   | 政治主導による政策運営及び国会対策担当 ※参議院議員 |
| 大串博志   |                                                        | 2012年（平成24年）10月2日 - 2012年（平成24年）12月26日 | 重要政策に関する省庁間調整担当 ※衆議院議員 |
| 北神圭朗   |                                                        | 2012年（平成24年）10月2日 - 2012年（平成24年）12月26日 | 重要政策に関する省庁間調整担当 ※衆議院議員 |
| 三谷光男   |                                                        | 2012年（平成24年）10月2日 - 2012年（平成24年）12月26日 | 政治主導による政策運営及び国会対策担当 ※衆議院議員 |
| 川上義博   |                                                        | 2012年（平成24年）10月2日 - 2012年（平成24年）12月26日 | 政治主導による政策運営及び国会対策担当 ※参議院議員 |
| 木村太郎   |                                                        | 2012年（平成24年）12月26日 - 2015年（平成27年）10月7日 | ふるさと担当 ※衆議院議員 |
| 礒崎陽輔   |                                                        | 2012年（平成24年）12月26日 - 2015年（平成27年）10月7日 | 国家安全保障会議及び選挙制度担当（-2014年（平成26年）1月6日） 国家安全保障に関する重要政策及び選挙制度担当（2014年（平成26年）1月7日-） ※参議院議員                                                                        |
| 衛藤晟一   |                                                        | 2012年（平成24年）12月26日 - 2019年（令和元年）9月11日 | 国政の重要課題担当 ※参議院議員 |
| 長谷川榮一 |                                                        | 2012年（平成24年）12月26日 - 2020年（令和2年）9月16日  | 政策企画担当→広報、経済の好循環実現のための中堅・中小企業政策及びロシア経済分野協力担当 ※内閣広報官（2013年（平成25年）7月23日 - 2020年（令和2年）9月16日）、元中小企業庁長官                                              |
| 和泉洋人   |                                                        | 2013年（平成25年）1月21日 - 2021年（令和3年）10月4日   | 国土強靭化及び復興等の社会資本整備並びに地域活性化担当→国土強靭化及び復興等の社会資本整備、地域活性化並びに健康・医療に関する成長戦略担当 ※（健康・医療に関する成長戦略は、2013年（平成25年）2月22日以降） ※元内閣官房参与 |
| 河井克行   |                                                        | 2015年（平成27年）10月7日 - 2017年（平成29年）8月3日   | ふるさとづくり推進及び文化外交担当 ※衆議院議員 |
| 柴山昌彦   |                                                        | 2015年（平成27年）10月7日 - 2017年（平成29年）8月3日   | 国家安全保障に関する重要政策及び選挙制度担当 ※衆議院議員 |
| 薗浦健太郎 |                                                        | 2017年（平成29年）8月3日 - 2019年（令和元年）9月11日   | 国家安全保障に関する重要政策担当 ※衆議院議員 |
| 宮腰光寛   |                                                        | 2017年（平成29年）8月3日 - 2018年（平成30年）10月2日   | ふるさとづくりの推進及び農林水産物の輸出振興担当 ※衆議院議員 |
| 江藤拓     |                                                        | 2018年（平成30年）10月2日 - 2019年（令和元年）9月11日  | ふるさとづくりの推進及び農林水産物の輸出振興担当 ※衆議院議員 |
| 秋葉賢也   |                                                        | 2019年（令和元年）9月11日 - 2020年（令和2年）9月16日   | ふるさとづくりの推進及び少子高齢化対策担当 ※衆議院議員 |
| 木原稔     |                                                        | 2019年（令和元年）9月11日 - 2021年（令和3年）10月4日   | 国家安全保障に関する重要政策担当 ※衆議院議員 |
| 今井尚哉   |                                                        | 2019年（令和元年）9月11日 - 2020年（令和2年）9月16日   | 政策企画の総括担当 ※内閣総理大臣秘書官 |
| 阿達雅志   |                                                        | 2020年（令和2年）9月16日 - 2021年（令和3年）10月4日    | 経済・外交担当 ※参議院議員 |
| 柿﨑明二   |                                                        | 2020年（令和2年）10月1日 - 2021年（令和3年）10月4日    | 政策評価、検証担当 |
| 木原誠二   |                                                        | 2021年（令和3年）10月4日 - 2021年（令和3年）12月3日    | 国家安全保障に関する重要政策担当 ※内閣官房副長官 兼務 ※衆議院議員 |
| 木原誠二   |                                                        | 2023年（令和5年）2月3日 - 2023年（令和5年）9月13日     | 国家安全保障に関する重要政策及び核軍縮・不拡散問題担当 ※内閣官房副長官 兼務 ※衆議院議員 |
| 村井英樹   |                                                        | 2021年（令和3年）10月8日 - 2023年（令和5年）9月13日    | 国内経済その他特命事項担当 ※衆議院議員 |
| 中谷元     |                                                        | 2021年（令和3年）11月10日 - 2023年（令和5年）9月13日   | 国際人権問題担当 ※衆議院議員 |
| 森まさこ   |                                                        | 2021年（令和3年）11月10日 - 2023年（令和5年）9月13日   | 女性活躍担当 ※参議院議員 |
| 森まさこ   | 2023年（令和5年）2月17日 - 2023年（令和5年）9月13日    | LGBT理解増進担当 ※参議院議員                           | |
| 寺田稔     |                                                        | 2021年（令和3年）12月3日 - 2022年（令和4年）8月10日    | 国家安全保障に関する重要政策及び核軍縮・不拡散問題担当 ※衆議院議員 |
| 森昌文     |                                                        | 2022年（令和4年）1月1日 -                              | 国土強靱化及び復興等の社会資本整備並びに科学技術イノベーション政策その他特命事項担当 ※元国土交通事務次官 |
| 岸信夫     |                                                        | 2022年（令和4年）8月10日 - 2023年 (令和5年) 2月3日     | 国家安全保障に関する重要政策及び核軍縮・不拡散問題担当 ※衆議院議員 |
| 石原宏高   |                                                        | 2023年（令和5年）9月13日 - 2024年（令和6年）10月1日    | 国家安全保障に関する重要政策及び核軍縮・不拡散問題担当 ※衆議院議員 |
| 小里泰弘   |                                                        | 2023年（令和5年）9月13日 - 2024年（令和6年）10月1日    | 農山漁村地域活性化担当 ※衆議院議員 |
| 上野通子   |                                                        | 2023年（令和5年）9月15日 - 2023年（令和5年）12月14日   | 女性活躍及び高齢者・消費者対策担当 ※参議院議員 |
| 矢田稚子   |                                                        | 2023年（令和5年）9月15日 - 2025年（令和7年）3月31日    | 賃金・雇用担当 ※元参議院議員 |

## 内閣特別顧問・内閣官房参与
内閣総理大臣補佐官とは別に、内閣総理大臣の相談役的な立場の非常勤の国家公務員として、内閣官房に内閣特別顧問を置く規則（平成10年内閣総理大臣決定）に基づき設置される内閣特別顧問が国政全般についての総理の諮問に応じて助言を行い、また内閣官房に参与を置く規則（昭和62年内閣総理大臣決定）に基づき設置される内閣官房参与には各種分野において優れた識見を有する人材が充てられ、総理に対して情報提供や助言を行う。

## 各省大臣等の補佐官
内閣官房長官、特命担当大臣、復興大臣及び各省の主任の大臣について、2014年9月から大臣補佐官制度が発足したが、内閣総理大臣補佐官とは区別される。